# 安康东站
安康东站位于陕西省安康市汉滨区关庙镇，是安康铁路枢纽襄渝货车线上的车站。车站为中国铁路西安局集团直属的地方性一等编组站，主要办理襄渝铁路、西康铁路和阳安铁路襄阳北站、兴隆场站、成都北站和新丰镇站方向的货物列车到发解编作业及货场、专用线、段管线取送作业。
车站建于1973年，1978年6月1日正式运营，规模一级二场：其中正线1条、到发线7条、编组线13条:111。2001年通车的西康铁路工程在安康东站新建直通场和出发场，规模增加至三级四场。2010年襄渝二线通车后建成下行出发场，规模升至三级五场。2018年又建成西康直通线，使得西康线不再和襄渝线于安康枢纽内并线运行，同时实现客货分流。

## 车站结构
安康东站为三级五场混合式编组站。I场位于车站东侧，为峰前到达场，设10股道。Ⅱ场、Ⅳ场和Ⅲ场并列布置，位于车站东部：其中Ⅱ场为下行到发场，设襄渝正线1条、到发线7条；Ⅲ场为上行到发场，设襄渝正线1条、到发线7条；Ⅳ场为编组场，设22条调车线。Ⅴ场与编尾相连，位于车站西侧，为下行出发场，设10条出发线。
车站货场设6条货物装卸线。另设有机务段、车辆段等设施。
2018年建成的阳安直通线于车站北侧通过，而贯穿车站的襄渝货线经过下行咽喉后从北侧绕行安康站后引入车站西侧的疏解区。襄渝货线和阳安直通线通过朱家碥线路所和安康东线路所引出的联络线相互联络：本站上行咽喉引出联络线，经安康东线路所后直通线直通西康铁路大岭铺方向；而襄渝线本站上行方向的朱家碥线路所则汇入从直通线引出的联络线。

## 下辖车站
安康东站为中国铁路西安局集团的直属车站，下设8个科室、1个生产辅助机构；有运转、调度、货检、设备综合4个车间；并管辖旬阳、大岭铺、旬阳北、吕河、早阳5个中间站。